# Myriopteron extensum
Bạch căn giả, sí quả đằng, sữa dây quả cánh, sữa quả cánh (danh pháp khoa học: Myriopteron extensum là một loài thực vật có hoa trong họ La bố ma. Loài này được Robert Wight và George Arnott Walker Arnott mô tả khoa học đầu tiên năm 1834 dưới danh pháp Streptocaulon extensum. Năm 1895 Karl Moritz Schumann chuyển nó sang chi Myriopteron.

## Mô tả
Dây leo thân gỗ dài đến 10 m. Cành nhỏ màu xám nhạt, có mô xốp hình hột đậu, nhẵn nhụi. Cuống lá 1,5–4 cm; phiến lá hình trứng-elip đến hình trứng rộng, 8-18 (-30) × 4-11 (-22) cm, có màng, từ nhẵn nhụi đến có lông thưa thớt, đáy từ hình nêm rộng đến thuôn tròn, đỉnh từ nhọn đến gần có đuôi-nhọn đột ngột; gân bên 7-9 đôi. Cụm hoa hình nón, lỏng lẻo, nhiều hoa, 12–26 cm, nhẵn nhụi hoặc có lông tơ thưa thớt. Cuống hoa hình chỉ, 5–10 mm. Lá đài khoảng 1,0 × 0,7 mm, hình trứng, tù, thanh mảnh, nhẵn nhụi hoặc có lông rung, đảo ngược khi nở hoa. Tràng hoa đường kính khoảng 3 mm, nhẵn nhụi; thùy hình mác hoặc hình trứng-thuôn tròn. Thùy miện hoa 3–4 mm, nhẵn nhụi. Quả đại 7-7,5 × 3-3,5 cm, với khoảng 20 cánh. Hạt 8-10 × 3–4 mm; mào lông đầu hạt 2,5–3 cm. Ra hoa tháng 5-8, tạo quả tháng 8-12.

## Môi trường sống và phân bố
Bụi cây, rừng thưa; ở cao độ 600-1.600 m. Có tại Trung Quốc (Quảng Tây, Quý Châu, Vân Nam), Ấn Độ, Indonesia, Lào, Myanmar, Thái Lan, Việt Nam.

## Sử dụng
Rễ được dùng làm thuốc trị lao phổi, ho, sát trùng, cảm mạo, kinh nguyệt nhiều, thoát giang.